# Wünnewil
Wünnewil est une localité suisse du canton de Fribourg, située dans le district de la Singine.

## Histoire
Le territoire de Wünnewil fut germanisé entre le VIIIe et le Xe siècle. Dès le milieu du XVe siècle, la localité fit partie des Anciennes Terres de la ville de Fribourg. La paroisse (décanat de Fribourg) est mentionnée en 1225. Un important essor immobilier commença dans les années 1980. Depuis 1969, Wünnewil abrite une école secondaire (cycle d'orientation dès 1973). La localité est desservie par la voie ferrée Berne-Fribourg-Lausanne (construite entre 1856 et 1862) et par la route cantonale du Mühletal (dès le milieu du XVIIIe siècle).
Wünnewil fait partie de la commune de Wünnewil-Flamatt.

## Toponymie
1228 : Vilar Vuinum

## Patrimoine bâti
L'église (Dorfstrasse 13)
La construction de l'église de Wünnewil remonte au XIIIe siècle (dédiée à Sainte-Marguerite et attestée en 1264). Une nouvelle église fut consacrée à Wünnewil en 1776, elle sera finalement démolie en 1968. L'édifice actuel date de 1932-1933.

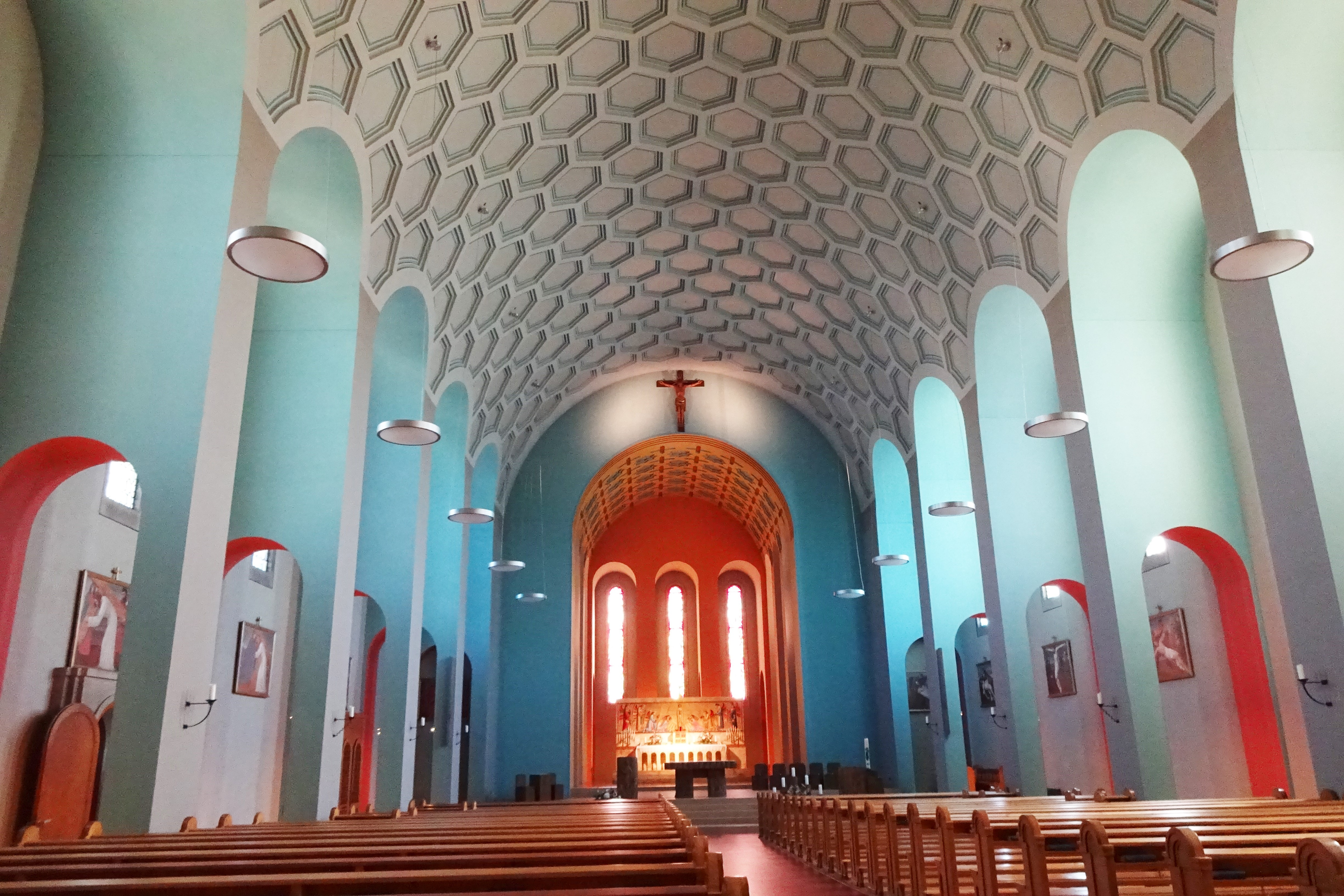
L'intérieur de l'actuelle église de Wünnewil

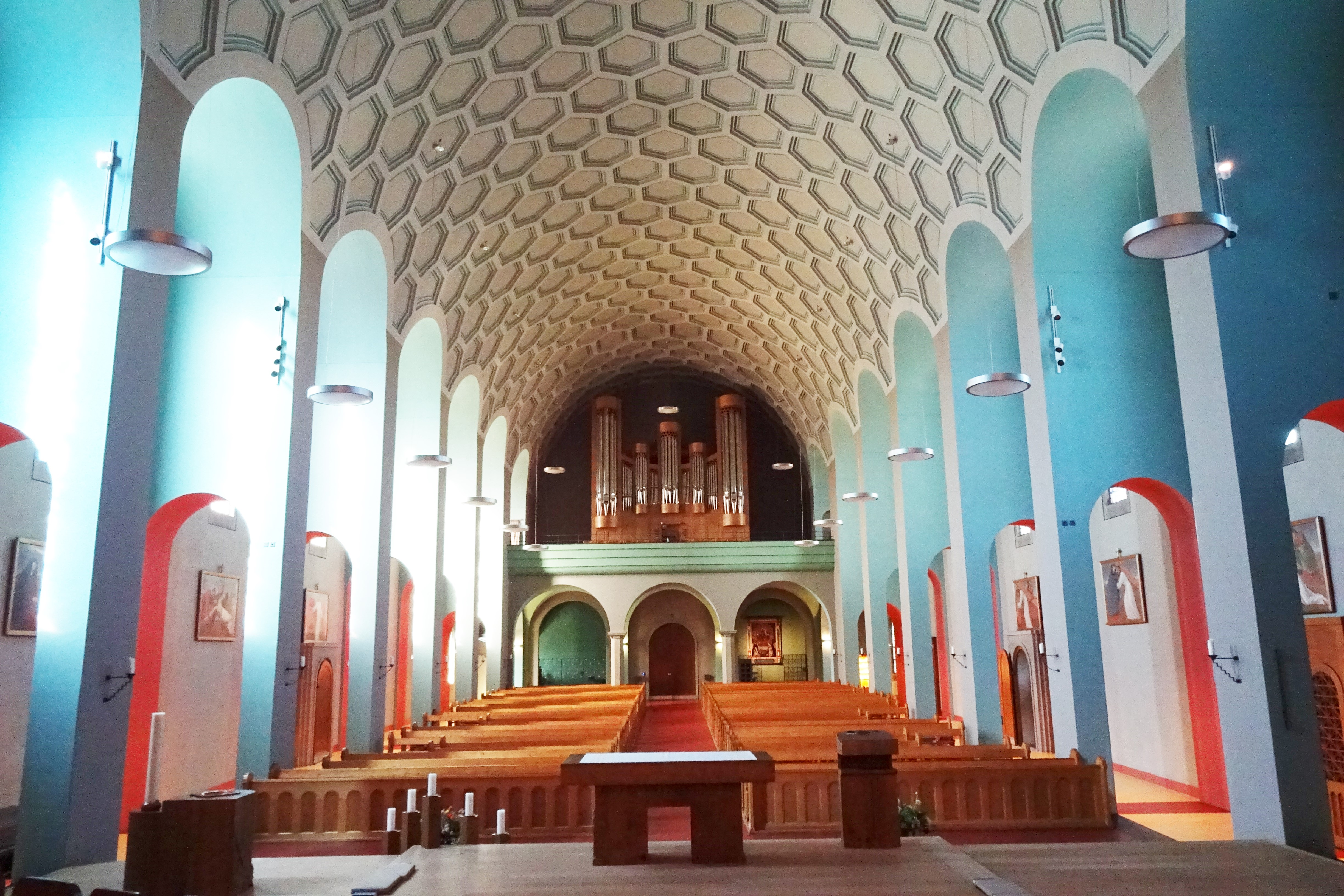
L'intérieur de l'actuelle église de Wünnewil